# Іванівка (Софіївський старостинський округ, Лозуватська сільська громада)
Іва́нівка — село в Україні, Криворізькому районі Дніпропетровської області.
Орган місцевого самоврядування — Софіївська сільська рада. Населення — 84 мешканця.

## Географія
Село Іванівка знаходиться за 1,5 км від лівого берега річки Боковенька, на відстані 0,5 км від села Червоне (Долинський район). По селу протікає пересихаючий струмок з загатою.

## Населення

### Мова
Розподіл населення за рідною мовою за даними перепису 2001 року:
| Мова       | Відсоток |
| ---------- | -------- |
| українська | 88,1 %   |
| російська  | 8,3 %    |
| білоруська | 3,6 %    |